# Cross country dei 7 campanili
Il Cross country dei 7 campanili, spesso semplicemente conosciuta come 7 campanili è una corsa campestre organizzata annualmente nel mese di ottobre nel comune di Cavaria con Premezzo, esistente dal 1914. E' da tutti riconosciuta come la corsa più importante della stagione organizzata in provincia di Varese.

## Storia
Inizialmente organizzata dalla Società Ginnastica "Sempre Avanti", società sportiva locale, fondata nel 1903, e con il patrocinio del giornale La Gazzetta dello Sport, il nome nacque grazie all'idea degli organizzatori che, obbligati a fissare dei posti di controllo in determinati passaggi obbligati, decisero di prendere come riferimento i campanili dei paesi limitrofi. La prima edizione fu vinta da Carlo Martinenghi.
La corsa assunse una notevole importanza e fu resa celebre dal dipinto del famoso disegnatore Achille Beltrame sulla copertina della "Domenica del Corriere" del 22 febbraio 1925 raffigurante la scalinata che rappresentava (e rappresenta tuttora) uno dei principali ostacoli della corsa.
Nell'edizione del 1943 fu assegnata per la prima volta nella storia della corsa il titolo di campione italiano a Luigi Pellin.
Divenne gara nazionale fino agli anni 60 quando, complice il cambio generazionale e il modificarsi delle tradizioni, subì un rapido declino.
Dopo qualche isolata edizione risalente agli anni 70, la corsa venne riorganizzata, se pur a carattere non competitivo, a partire dal 1982 dalla rinata "Sempre Avanti".
A partire dal 1998 l’organizzazione della Sette Campanili è stata presa in carico della “ Associazione sportiva Dilettantistica Centro  della Gioventù Cavaria”, arrivando ad avere un massimo di 1508 partecipanti nell'anno 2014.
In anni recenti si sono visti molti atleti di valore. Nel 2008 ha preso il via per esempio Margareth Okayo, atleta keniota vincitrice (per tre volte) della maratona di New York, ma anche delle maratone di Boston e Londra.
Il plurivincitore della manifestazione, il marocchino Lhoussaine Oukhrid, è risultato positivo all'EPO e squalificato in seguito per 4 anni una settimana dopo aver vinto per l'ottava volta su queste strade, nel 2017.

## La corsa
La corsa può essere percorsa nella sua versione classica da 15,8 km oppure nella versione ridotta da 5,55 km. 
Nella corsa principale si effettua il passaggio sotto i 7 campanili di Cavaria, Santo Stefano, Oggiona, Orago, Jerago, Premezzo e Cajello di Gallarate.
La gara parte da Cavaria, nei pressi dei centro della gioventù, passa sotto al campanile di Cavaria, dirigendosi verso la collina di Santo stefano, dove i corridori si trovano a percorrere la parte più dura di tutta la gara: una rampa di 140 metri di lunghezza e 30 di dislivello, successivamente si scende da Santo Stefano per risalire verso la chiesa di Oggiona, scendendo la collina di Oggiona ci si trova al punto in cui c'è la deviazione tra il percorso corto, che riporta al centro della gioventù di Cavaria, e il percorso lungo, che prosegue verso la chiesa di Orago (percorrendo un'altra dura scalinata) e successivamente di Jerago. A questo punto la gara lascia il terreno asfaltato, per spostarsi nel tratto boschivo della gara: i corridori infatti percorrono 3km nel bosco della "valle del boia", lasciando nuovamente il bosco nei pressi del campanile di Premezzo. Una lunga discesa porta al campanile di Cajello, ultimo campanile della corsa, che si conclude con il ritorno verso Cavaria, con arrivo situato nel centro del capo sportivo del centro della gioventù di Cavaria.

## Albo d'oro
| Edizione | Anno | Senior Uomini                       | Senior Donne                     | Junior                                |
| -------- | ---- | ----------------------------------- | -------------------------------- | ------------------------------------- |
| 1ª       | 1914 | Carlo Martinenghi Italia            | Non disputata                    | Non disputata                         |
|          | 1934 | Luigi Pellin Italia                 | Non disputata                    | Non disputata                         |
| 68ª      | 1982 |                                     |                                  |                                       |
| 69ª      | 1983 | Minnini Mario Italia                | Barone Francesca Italia          |                                       |
| 70ª      | 1984 | Peragine Mario Italia               | Colombo Antonella Italia         |                                       |
| 71ª      | 1985 | Capovani Alen Italia                | Pedretti Ludovica Italia         |                                       |
| 72ª      | 1986 | Minnini Mario Italia                | Saporiti Silvia Italia           |                                       |
| 73ª      | 1987 | Capovani Alen Italia                | Garbelli Cinzia Italia           |                                       |
| 74ª      | 1988 | Peragine Mario Italia               | Tartari Mary Italia              |                                       |
| 75ª      | 1989 | Zamberletti L. Italia               | Rizzardi A. Italia               |                                       |
| 76ª      | 1990 | Minnini Mario Italia                | Garbelli Cinzia Italia           |                                       |
| 77ª      | 1991 | Peragine Mario Italia               | Begolo Sara Italia               |                                       |
| 78ª      | 1992 |                                     |                                  |                                       |
| 79ª      | 1993 | Caldiroli Fabio Italia              | Bianchetti Lucia Italia          |                                       |
| 80ª      | 1994 |                                     |                                  |                                       |
| 81ª      | 1995 |                                     |                                  |                                       |
| 82ª      | 1996 | Trogu Antonio Italia                | Bolis Nadia Italia               |                                       |
| 83ª      | 1997 | Minnini Mario Italia                | Locarno Daniela Italia           |                                       |
| 84ª      | 1998 | Calandro Roberto Italia             | Zambon Rita Italia               |                                       |
| 85ª      | 1999 | Beluschi Elio Italia                | Cervini Paola Italia             |                                       |
| 86ª      | 2000 | Parolin Roberto Italia              | Morelli Maria Luisa Italia       |                                       |
| 87ª      | 2001 | Koech Jonah Kenya                   | Montonati Adele Italia           |                                       |
| 88ª      | 2002 | Kipsong Zakayo Kenya                | Della Vecchia Mara Italia        |                                       |
| 89ª      | 2003 | El Haghimi Abdelhadi Marocco        | Cerono Elen Italia               |                                       |
| 90ª      | 2004 | El Haghimi Abdelhadi Marocco        | Di Sessa Tiziana Italia          |                                       |
| 91ª      | 2005 | Lhoussaine Oukhrid Marocco          | Cristina Clerici Italia          |                                       |
| 92ª      | 2006 | El Haghimi Abdelhadi Marocco        | Monica Bottinelli Italia         |                                       |
| 93ª      | 2007 | David Chelule Kenya                 | Cristina Clerici Italia          |                                       |
| 94ª      | 2008 | Lhoussaine Oukhrid Marocco          | Margaret Okayo Kenya             |                                       |
| 95ª      | 2009 | Lhoussaine Oukhrid Marocco          | Cristina Clerici Italia          |                                       |
| 96ª      | 2010 | Lhoussaine Oukhrid Marocco          | Joanna Drelicharz Italia         |                                       |
| 97ª      | 2011 | Lhoussaine Oukhrid Marocco          | Cristina Clerici Italia          |                                       |
| 98ª      | 2012 | Lhoussaine Oukhrid Marocco          | Cristina Clerici Italia          |                                       |
| 99ª      | 2013 | Lhoussaine Oukhrid Marocco          | Elena Begnis Italia              |                                       |
| 100ª     | 2014 | Elmehdi Maamari Marocco             | Emily Collinge Inghilterra       |                                       |
| 101ª     | 2015 | Rachid Argoub Marocco (55’02”)      | Elena Begnis Italia (1h 05’51”)  |                                       |
| 102ª     | 2016 | Michele Belluschi Italia (55’02”)   | Elena Begnis Italia (1h 05’51”)  |                                       |
| 103ª     | 2017 | Lhoussaine Oukhrid Marocco (54’46”) | Erika Caccamo Italia (69’23”)    | Lorenzo Bellotti e Francesca Mentasti |
| 104ª     | 2018 | Michele Belluschi Italia (54’11”)   | Cecilia Curti Italia (1h 06’04”) |                                       |
| 105ª     | 2019 | Michele Belluschi Italia (53’21”)   | Cecilia Curti Italia (1h 05’56”) |                                       |